# レッド・ホワイト&クルー
『レッド、ホワイト&クルー』 (Red, White & Crüe）は、モトリー・クルーが2005年にリリースした3枚目のベスト・アルバム。
離脱していたドラマーのトミー・リーが復帰し、オリジナルメンバーの復活を記念したアルバム。「イフ・アイ・ダイ・トゥモロー」はカナダのパンク・バンド、シンプル・プランの未発表曲にニッキー・シックスが手を加えた作品。「ストリート・ファイティング・マン」はローリング・ストーンズのカヴァー。

## 収録曲
Disc1
1. ライヴ・ワイヤー - Live Wire
2. ピース・オブ・ユア・アクション - Piece Of Your Action
3. トースト・オブ・ザ・タウン - Toast Of The Town
4. トゥ・ファースト・フォー・ラヴ - Too Fast For Love
5. ブラック・ウィドウ - Black Widow ＊未発表曲
6. ルックス・ザット・キル - Looks That Kill
7. 恋をするには若すぎる（リミックス） - Too Young To Fall In Love [Remix]
8. ヘルター・スケルター - Helter Skelter
9. シャウト・アット・ザ・デヴィル - Shout At The Devil
10. スモーキン・イン・ザ・ボーイズ・ルーム - Smokin' In The Boys Room
11. ユーズ・イット・オア・ルーズ・イット - Use It Or Lose It
12. ガールズ、ガールズ、ガールズ - Girls,Girls,Girls
13. ワイルド・サイド - Wild Side
14. オール・アイ・ニード - You're All I Need
15. オール・イン・ザ・ネーム・オブ・・・ - All In The Name Of...
16. キックスタート・マイ・ハート - Kickstart My Heart
17. ウィズアウト・ユー - Without You
18. ドント・ゴー・アウェイ・マッド（ジャスト・ゴー・アウェイ） - Don't Go Away Mad (Just Go Away)
19. セイム・オール・シチュエイション（エス・オー・エス） - Same Ol' Situation (S.O.S.)
20. ドクター・フィールグッド - Dr.Feelgood

Disc2
1. アナーキー・イン・ザ・U.K. - Anarchy In The U.K.
2. プライマル・スクリーム - Primal Scream
3. ホーム・スウィート・ホーム（'91リミックス） - Home Sweet Home ['91Remix]
4. フーリガンズ・ホリデイ（ブラウン・ノーズ・エディット） - Hooligan's Holiday [Brown Nose Edit]
5. ミスアンダーストゥッド（サクセスフル・フォーマット・ヴァージョン） - Misunderstood [Successful Format Version]
6. プラネット・ブーム - Planet Boom
7. ビタースイート - Bittersuite
8. アフレイド（オルタネイティヴ・レイヴ・ミックス） - Afraid [Alternative Rave Mix]
9. ビューティ - Beauty
10. ジェネレーション・スワイン - Generation Swine
11. ビター・ピル - Bitter Pill
12. エンスレイヴド - Enslaved
13. ヘル・オン・ハイ・ヒールズ - Hell On High Heels
14. ニュー・タトゥー（シングル・ヴァージョン） - New Tattoo [Single Version]
15. イフ・アイ・ダイ・トゥモロー - If I Die Tomorrow ＊新曲
16. シック・ラヴ・ソング - Sick Love Song ＊新曲
17. ストリート・ファイティング・マン - Street Fighting Man ＊新曲
18. アイム・ア・ライアー（ザッツ・ザ・トゥルース） - I'm a Liar (That's the Truth) ＊新曲、日本盤ボーナストラック

## 参加ミュージシャン
- ヴィンス・ニール (Vince Neil)  - ボーカル
- ミック・マーズ (Mick Mars)  - ギター
- ニッキー・シックス (Nikki Sixx)  - ベース
- トミー・リー (Tommy Lee)  - ドラム
- ジョン・コラビ (John Corabi)  - ボーカル
- ランディ・カスティロ (Randy Castillo) - ドラム